# Drop (album des Shamen)
Pour les articles homonymes, voir Drop.
 (mars 2023).
Si vous disposez d'ouvrages ou d'articles de référence ou si vous connaissez des sites web de qualité traitant du thème abordé ici, merci de compléter l'article en donnant les références utiles à sa vérifiabilité et en les liant à la section « Notes et références ».
Albums de The Shamen
In Gorbachev We Trust
(1989)
Drop est le premier album du groupe britannique The Shamen, sorti en 1987 sous leur propre label Moksha.

## Liste des pistes
1. Something About You
2. Passing Away
3. Young 'til Yesterday
4. World Theatre
5. Through With You
6. Where Do You Go
7. Do What You Will
8. Happy Days
9. Through My Window
10. Velvet Box
11. I Don't Like The Way The World Is
12. Other Side
13. Four Letter Girl
14. The Other Side